# Eidži Jošikawa
Eidži Jošikawa (吉川 英治, vlastním jménem Jošikawa Hidecugu 吉川英次, 11. srpna 1892, prefektura Kanagawa – 7. září 1962, Tokio) byl japonský spisovatel historických románů.

## Život
Pocházel ze zchudlé rodiny nižšího samuraje a od mládí prošel celou řadou zaměstnání. Byl poslíčkem, prodavačem časopisů, tiskařem, přístavním dělníkem (při práci v jokohamských docích byl dokonce těžce zraněn) i reportérem. Během těchto let se vzdělával jako samouk, svou prvotinu vydal roku 1914 a ve dvacátých letech zahájil svou úspěšnou profesionální literární činnost. Po vydání svého nejznámějšího románu Mijamoto Musaši (časopisecky 1935–1937 a 1938–1939) se stal téměř národním spisovatelem. Román přijaly i intelektuální kruhy, které se do té doby stavěli k jeho pracím kriticky.
Jošikawa je autorem celé řady próz z japonských dějin, které jsou dodnes vyhledávány nejširší čtenářskou obcí pro promyšlené a zajímavé zápletky. Jeho romány byly několikrát zfilmovány a také přepracovány do komiksové verze.

## Dílo
- Enošima monogatari (1914, Příběh z Enošimy),
- Šinran ki (1922, O Šinranovi), životopisný příběh o významném buddhistickém knězi ze 13. století.
- Kennan džonan (1925, Potíže s mečem, potíže se ženami), román,
- Naruto hičó (1926, Tajný deník z Naruto),
- Banka džikoku (1927–1929, Peklo mnoha květů),
- Kaigara Ippei (1929, název je jméno hrdiny románu),
- Hijama kjódai (1931, Bratři Hijamové),
- Mojuru Fudži (1932, Fudži v plamenech),
- Mijamoto Musaši (časopisecky na pokračování v Asahi Shimbun v letech 1935–1937 a 1938–1939), román o slavném samurajovi a šermíři Musašim Mijamotovi, autorovi Knihy pěti kruhů, pojednávají o válečnickém umění. Kniha líčí jeho život od narození až po souboj s úhlavním protivníkem a rovněž výborným šermířem Kodžiróem Sasakim. Popularitu románu podpořilo i to, že autor v něm propagoval hodnoty (boj jako duchovní cvičení, jako otázka síly ducha), kterými tehdejší militaristická propaganda japonské vlády ospravedlňovala koloniální výboje.[1]
- Taikó ki (1938, Taikó), román o vzestupu Hidejošiho Tojotomiho, který sjednotil na konci 16. století Japonsko rozervané válkami mezi jednotlivými rody. Deset knih je uspořádáno chronologicky, děj románu sleduje život Tojotomiho od roku 1536, kdy mu bylo teprve šest let, jmenoval se ještě Hijoši a lidé už na něho pokřikovali přezdívkou Opičák, přes dlouhé období, kdy se z nosiče sandálů Tokičira stává hradní pán Hidejoši Kinošita, do roku 1583, kdy se Hidejoši Tojotomi jako dědic Nobunagovy moci a jeho snu o sjednocení Japonska střetl s Iejasu Tokugawou v bitvách u Komaki a Nagakute v provincii Owari. Další události – sjednocení země, vrchol Hidejošiho moci, tituly Kampaku a Taiko udělené císařem, pokus o expanzi do Číny – ty už jen naznačuje jednostránkový epilog. Slovo taikó znamená něco jako velkovévoda.
- Arupusu taišó (1933–1934, Generál z Alp),
- Sangokuši (1939, Historie tří říší), román z čínských dějin 3. století.
- Šin Heike monogatari (1951–1957, Nový příběh rodu Taira), román založený na středověkém japonském eposu Heike Monogatari ze 13. století.
- Wasureunokori (1957, Zápisky polozapomenutého), autobiografie.
- Šihon Taiheiki (1958–1961, Mé soukromé Taiheiki).

## Česká vydání
- Taiko, BB art, Praha 2001, z angličtiny přeložil Tomáš Hrách, znovu 2008, vydání doplňuje mapa starých japonských provincií, rodinné erby samurajských pánů vystupujících v románu a přehled měření času ve středověkém Japonsku.
- Musaši, BB art, Praha 2007, přeložil Martin Tirala.